# Vlissingen-Stadshaven
Vlissingen-Stadshaven is een wijk in de gemeente Vlissingen, in de Nederlandse provincie Zeeland.
Vlissingen-Stadshaven is nog in ontwikkeling, er komt onder andere een Cruise-terminal, met verschillende attracties. Ook herbergt de wijk station Vlissingen en de Hogeschool Zeeland. Voor de Hogeschool Zeeland zijn plannen voor de bouw van een campus voor studenten van de Hogeschool en Scalda (voorheen: ROC-Zeeland). Ook wordt het Edisongebied in deze wijk ontwikkeld tot kenniswerf met verschillende hoogwaardige en kennisintensieve bedrijven. In september 2010 werd begonnen met de bouw van een kantoorgebouw op de hoek van de Oude Veerhavenweg en de Prins Hendrikweg. Ook werd bekend dat Vlissingen subsidie uit Den Haag krijgt om te beginnen met de bouw van de aanlegplaats voor cruiseschepen.
In deze wijk is nu de Vismijn van Vlissingen te vinden waar plannen voor rondleidingen zijn. De enige woonbuurten in de wijk zijn Het Eiland en het Edisongebied. Ook ligt er in de binnenhaven de zogenoemde 'polenboot' afgemeerd, dat is een hotelboot waarop arbeidsmigranten wonen tijdens hun verblijf in Vlissingen, dit in verband met een tekort aan overnachtingsmogelijkheden.
In Vlissingen-Stadshaven ligt nog een stukje N58, dat is een overblijfsel van de Rijksweg 58 die vanaf de A58 bij Vlissingen liep en door liep via Breskens naar de Belgische grens bij Sint Anna ter Muiden, de veerboot van de PSD maakte hier ook deel van uit.
Stad: Vlissingen

Dorpen: Oost-Souburg · Ritthem · West-Souburg

Buurtschap: Groot-Abeele

Wijken: Bloemenbuurt · Groot-Lammerenburg · Lammerenburg · Nieuw-Bonedijke · Scheldekwartier · Vlissingen-Oost · Vlissingen-Stadshaven · Westerzicht

Zeeland: Steden en dorpen in Zeeland      Nederland: Provincies · Gemeenten